# Platypalpus apiciniger
Platypalpus apiciniger är en tvåvingeart som beskrevs av Saigusa och Yang 2003. Platypalpus apiciniger ingår i släktet Platypalpus och familjen puckeldansflugor. Inga underarter finns listade i Catalogue of Life.